# L'or du duc
L'or du duc è un film del 1965 diretto da Jacques Baratier.

## Trama
Il duca di Talois-Minet: Ludovic è rovinato. Ludovic e la moglie Monique, con tutta la famiglia, composta da dieci figli, vengono espulsi dal loro castello.
Ludovic eredita da uno zio, un autobus, ma senza sapere che è fatto di oro massiccio.